# Gaston Paris

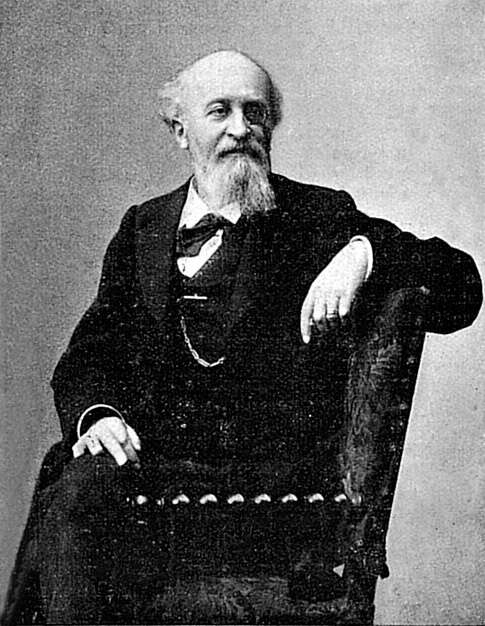
Gaston Paris

Bruno Paulin Gaston Paris (Avenay-Val-d'Or, 9 augustus 1839 - Cannes, 5 maart 1903) was een Frans literatuurhistoricus, filoloog en taalkundige. Hij was een specialist van de Franse literatuur in de middeleeuwen.

## Levensloop

### Afkomst en opleiding
Gaston Paris was de zoon van de mediëvist Paulin Paris die werkzaam was in de Bibliothèque nationale de France en hoogleraar was aan het Collège de France. Via zijn vader kwam hij in contact met de Franse literatuur in de middeleeuwen en meer in het bijzonder het Chanson de Roland, de middeleeuwse fabels en de ridderromans.
Paris volgde middelbaar onderwijs aan het Collège Rollin in Parijs. Op aanraden van zijn collega en vriend Ferdinand Wolf, bibliothecaris en taalkundige in Wenen, stuurde vader Paris zijn zoon naar Bonn waar hij klassieke filologie studeerde bij Friedrich Christian Diez. Nadat hij afgestudeerd was, ging hij naar Göttingen waar hij zich verder specialiseerde in het werk van Thucydides en het Nibelungenlied, het bekendste Hoogduitse epos.
Bij zijn terugkeer in Frankrijk schreef Paris zich in aan de École nationale des chartes waar hij in 1862 afstudeerde als archivist-paleograaf met het proefschrift Étude sur le rôle de l'accent latin dans la langue française. In 1865 behaalde hij het doctoraat in de letteren met het proefschrift Histoire poétique de Charlemagne. Dit werk, dat de Karelsroman behandelt, wordt beschouwd als een pionierswerk op het gebied van de studie van de middeleeuwse heldendichten. Hierbij maakte Paris gebruik van de door Karl Lachmann ontwikkelde filologische methodologie die hij toepaste voor de tekstkritiek van de Oudfranse teksten.

### Loopbaan
Samen met Paul Meyer, met wie hij regelmatig samenwerkte, stichtte Paris in 1866 het literair tijdschrift Revue critique d'histoire et de littérature. Het tijdschrift verstrekte informatie over historische en filologische onderzoeken uit het buitenland met de bedoeling om meer inzicht te krijgen in de (vooral Duitse) wetenschappelijke methodologieën maar het blad werd geen succes.
Aan de Sorbonne doceerde Paris vanaf dat jaar een cursus over de historische grammatica van de Franse taal. Hij schreef in die periode het werk Grammaire historique de la langue française waarin hij zich afzette tegen de taalpuristische tendensen die op dat moment ontstonden in de Franse grammatica.
In 1868 werd hij benoemd tot repetitor in de Franse filologie aan de pas opgerichte École pratique des hautes études. Vier jaar later volgde hij zijn vader op als hoogleraar aan het Collège de France. Dat jaar stichtte hij samen met Meyer het tijdschrift Romania dat zich richtte op de middeleeuwse literatuur in de landen met Romaanse talen. In het tijdschrift verschenen zijn voornaamste wetenschappelijke artikelen.
In 1876 werd Paris verkozen tot lid van de Académie des inscriptions et belles-lettres. Hij genoot Europees (en vooral Scandinavisch) aanzien als literatuurhistoricus. In 1877 kreeg hij een eredoctoraat aan de Universiteit van Uppsala in Zweden. Aan de universiteit van Oslo hield hij een lezing over de Noorse verzamelaars van volksverhalen en sprookjes Peter Christen Asbjørnsen en Jørgen Moe die hij vergeleek met de gebroeders Grimm.
Zijn hoofdwerk,het literair-historische handboek La littérature française au moyen âge verscheen in 1888. Na zijn dood werd het werk volledig herzien door zijn leerling Joseph Bédier.
In 1895 werd Paris benoemd tot directeur van het Collège de France en in 1896 werd hij verkozen tot lid van de Académie française waarin hij zitting had in de commissie van de Dictionnaire de l'Académie française. Voordat hij verkozen was als lid had hij al tweemaal de Grand Prix Gobert van de academie gewonnen, in 1866 voor zijn doctoraatsthesis Histoire poétique de Charlemagne en in 1872 voor de publicatie La Vie de saint Alexis.
In 1901 was Paris een van de genomineerden voor de allereerste Nobelprijs voor de Literatuur maar hij moest het afleggen tegen zijn landgenoot Sully Prudhomme.
Hij stierf op 73-jarige leeftijd in Cannes en ligt begraven op het kerkhof van Cerisy-la-Salle.